# NGC 4719
NGC 4719 is een balkspiraalstelsel in het sterrenbeeld Jachthonden. Het hemelobject werd op 13 mei 1785 ontdekt door de Duits-Britse astronoom William Herschel.

## Synoniemen
- UGC 7987
- IRAS 12477+3325
- MCG 6-28-35
- KUG 1247+334
- MK 446
- KARA 553
- ZWG 188.24
- PGC 43428